# チャールズ・ベリュー (第3代ベリュー男爵)
第3代ベリュー男爵チャールズ・バートラム・ベリュー（Charles Bertram Bellew, 3rd Baron Bellew、1855年4月19日 – 1911年7月15日）は、イギリスの政治家、アイルランド貴族。自由統一党に属し、アイルランド貴族代表議員を務めた。

## 生涯
第2代ベリュー男爵エドワード・ベリューと妻オーガスタ・メアリー（1834年ごろ – 1904年5月11日、ジョージ・ブライアンの娘）の次男として、1855年4月19日に生まれ、26日にダブリン県バルブリガンのカトリック教会で洗礼を受けた。兄パトリック・ジョージは1853年12月12日に洗礼を受け、1874年5月25日に生涯未婚のまま死去した。1873年5月28日にロイヤル・エルソーン軽歩兵民兵隊に定員外の中尉として入隊したが、同年10月11日に辞任した。1875年にラウス県長官を務めた。1876年2月2日にラウス民兵隊に定員外の少尉として入隊した。このほかロイヤル・アイリッシュ・ライフルズ連隊にも入隊し、1882年6月17日に中尉から大尉に昇進したのち、1886年5月12日に連隊から辞任した。
1895年7月28日に父が死去すると、ベリュー男爵位を継承した。1898年3月14日にラウス統監に任命され、1911年に死去するまで務めた。1904年8月1日にアイルランド貴族代表議員に選出され、1911年に死去するまで務めた。貴族院では自由統一党に属した。
1911年7月15日にバーミーズ城で死去、18日にバーミーズで埋葬された。弟ジョージ・レオポルド・ブライアンが爵位を継承した。

## 家族
1883年8月10日、ミルドレッド・メアリー・ジョセフィーン・ド・トラフォード（Mildred Mary Josephine de Trafford、1856年3月27日 – 1934年12月29日、第2代準男爵サー・ハンフリー・ド・トラフォードの娘）と結婚したが、2人の間に子供はいなかった。